# Zulay Colmenares
Zulay Colmenares (Carabobo, 8 de octubre de 1981) es una deportista venezolana que compitió en tenis de mesa adaptado. 

## Carrera
A nivel continental, participó en los Juegos Parapanamericanos de 2011 en Guadalajara, donde alcanzó la medalla de plata en su especialidad dentro de la categoría C11; mientras que ha representado a su país en varios campeonatos nacionales e internacionales donde ha ganado varias preseas, entre ellas el segundo lugar en el Campeonato Mundial Individual de Génova, en 2011.